# ORB

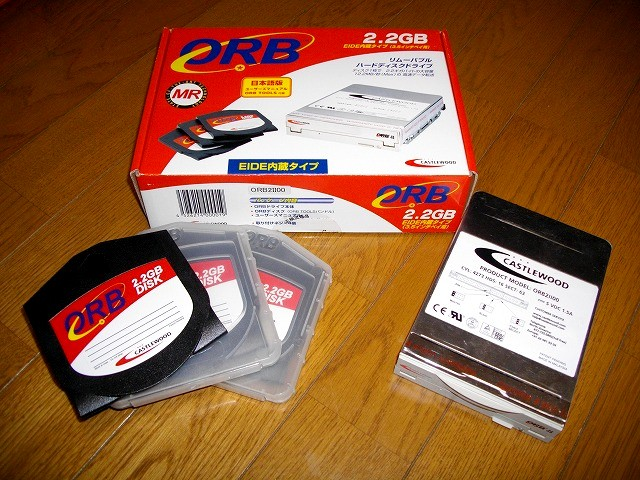
ORBドライブとディスク

ORB（オーブ）は、Castlewood Systemsが開発したリムーバブルディスクドライブである。
基本構造は、ハードディスクのディスク部のみをカートリッジに収めて交換可能としたもので、リムーバブルハードディスクと呼ばれる製品のひとつである。
リムーバブルハードディスクの代名詞で、米国ではリムーバブルハードディスクの別名のように使われていたSyQuest（1998年に破産法適用申請）の創始者であるSyed Iftikarが1996年にCastlewood Systems社を創設し、このORBを発売した。日本では、新日エレクトロニクス株式会社が代理店として販売していた。
リムーバブルハードディスクとしては初めてMRヘッドを採用し、2.2Gの容量で、競合他社の製品よりメディアが安価であるのを売りにしていた。その後、GMRヘッドを搭載した5.7Gの新製品の発表もされた。
しかし、速度の遅さや後に出てきたDVD-RAMなどのメディアからシェアを奪うことができず、経営の悪化により結局5.7Gメディアも発売されることなく市場から撤退、日本では2002年2月に販売を終えた。
ドライブは3.5インチ内蔵型・外付け型を用意し、ATAPI・SCSI・IEEE 1394・パラレルポート・USB1.0に対応するドライブを販売していた。
ORBは、ディスクをFDDと同じに交換する感覚で毎回、起動したいOSを選択することが可能である。しかしORBは、ディスクカートリッジの出し入れの構造上、ドライブのMRヘッドがディスクカートリッジを傷つけてしまうことがあった。